# X-Chromosom

Schematische Karte (Idiogramm) des menschlichen X-Chromosoms

X-Chromosom ist eine Bezeichnung für ein Geschlechtschromosom (Gonosom). Es bewirkt standardmäßig die Ausbildung des weiblichen Phänotyps. Bei Arten mit dem XX/XY-System zur chromosomalen Geschlechtsbestimmung haben Weibchen zwei X-Chromosomen, sie sind daher bezüglich der Geschlechtschromosomen homozygot. Männchen mit einem X- und einem Y-Chromosom sind dagegen hemizygot. Das XX/XY-System ist in verschiedenen Tiergruppen unabhängig voneinander entwickelt worden. Es kommt bei Säugern, einigen Insektenarten und einigen anderen Tiergruppen vor. X-Chromosomen treten auch beim XX/X0-System auf: Beim Fadenwurm Caenorhabditis elegans haben Hermaphroditen zwei X-Chromosomen, Männchen dagegen nur ein X-Chromosom und somit ein Chromosom weniger.
Auf dem X-Chromosom des Menschen befinden sich etwa 900 Gene, die für Proteine codieren, das sind ca. 4 % der menschlichen Gene.

## Entdeckungsgeschichte
Bei Untersuchungen zur Entwicklung der Spermien und der Eizellen der Feuerwanzen im Jahr 1891 stellte der Zoologe Hermann Henking fest, dass 50 Prozent der Spermien eine mikroskopisch deutlich sichtbare Struktur mehr enthielten als die restlichen 50 Prozent. Da er sich nicht sicher war, ob es sich hierbei um Chromatin handelte, benannte er die Struktur zunächst als „X-Faktor“. Befruchtung einer Eizelle mit einem Spermium, das diesen „X-Faktor“ enthielt, hatte die Entwicklung eines Weibchens zur Folge; Befruchtung der Eizelle mit einem Spermium ohne diesen „X-Faktor“ die Entwicklung eines Männchens. Dies waren die ersten wissenschaftlichen Hinweise auf eine genotypische Geschlechtsbestimmung.
Fast gleichzeitig zu Henking entdeckte der US-amerikanische Zoologe Clarence Erwin McClung sein sogenanntes „accessory chromosome“, das sich später ebenfalls mit dem „X-Faktor“ bzw. X-Chromosom identifizieren ließ.
Damit war um 1902 die Mitwirkung der X- bzw. Y-Chromosomen bei der Entstehung des weiblichen  bzw. männlichen Geschlechts entdeckt. Zudem trugen die 1908 bis 1910 von Thomas Hunt Morgan durchgeführten Vererbungsversuche (Kreuzungsversuch an der Taufliege Drosophila) zur Kenntnis der geschlechtsbestimmenden Bedeutung des X-Chromosoms bei.

## Strategien zurDosiskompensation

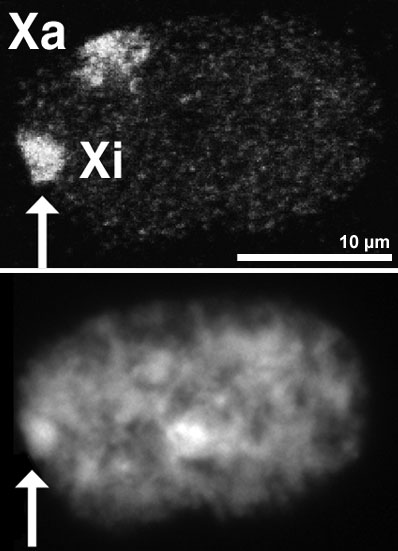
Kern einer weiblichen Zelle aus Amnionflüssigkeit. Oben: Darstellung beider X-Chromosomen durch Fluoreszenz-in-situ-Hybridisierung. Unten: Der gleiche Kern mit DAPI-Färbung. Das Barr-Körperchen ist hier gut zu erkennen (Pfeil) und identifiziert das inaktive X-Chromosom (Xi).

Da das X-Chromosom in weiblichen Zellen doppelt so oft vorkommt wie in männlichen Zellen, haben verschiedene Tiergruppen unterschiedliche Strategien zur Dosiskompensation entwickelt, um in Zellen beider Geschlechter eine gleich hohe Menge an Proteinen zu erzeugen (siehe auch Dosiskompensation im Artikel Geschlechtschromosom). Beim Menschen wird hierzu in der frühen Embryonalentwicklung eines der beiden X-Chromosomen in weiblichen Zellen durch X-Inaktivierung weitgehend stillgelegt und somit zum Barr-Körperchen.

## Entstehungsgeschichte bei Säugern
X- und Y-Chromosom der Säuger sind vermutlich aus einem Paar gleichartiger Chromosomen entstanden, deren eines zunehmend kürzer wurde (siehe Y-Chromosom) und sich so einerseits ein X-Chromosom und andererseits ein Y-Chromosom entwickelte. An den Enden beider Chromosomen haben sich jedoch pseudoautosomale Regionen erhalten, in denen X- und Y-Chromosom die gleichen Sequenzen haben. Hier ist in der männlichen Meiose ein Crossing-over mit anschließender Rekombination zwischen X und Y möglich. Gene in diesen Regionen werden auf dem ‚inaktiven‘ weiblichen X-Chromosom nicht inaktiviert.

## Bekannte Abschnitte auf dem menschlichen X-Chromosom

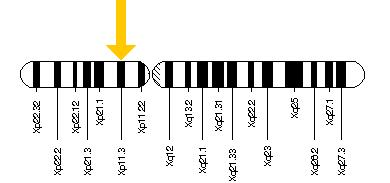
Ort des MAOA-Gens in der Position Xp11.3

Auf dem kurzen Arm des menschlichen X-Chromosoms sind sowohl das MAOA-Gen, wie auch das MAOB-Gen lokalisiert. und für die Exprimierung von zwei mitochondrialen Enzymen verantwortlich. Monoaminooxidase-A (MAO-A) und Monoaminooxidase-B (MAO-B) finden sich im Gehirn in den Astrozyten und Neuronen, aber auch außerhalb des Gehirns. Beide MAO Enzyme sind vorwiegend in der Außenmembran der Mitochondrien lokalisiert.
Eine weniger aktive Variante des MAOA-Gens führt zu einem Überschuss der Botenstoffe Serotonin und Noradrenalin im Gehirn. Dieser Überschuss kann auch Aggressionen begünstigen und scheint mit Alkoholismus, Drogenmissbrauch und antisozialem Verhalten in Verbindung zu stehen (siehe auch: Warrior Gene). Nach Benjamin Clemens macht aber diese Genvariante alleine nicht zwangsweise aggressiv. Jedoch können Umweltfaktoren, wie beispielsweise eine Traumatisierung, Frustration oder Provokation mit dieser genetischen Veranlagung interagieren, und so die Wahrscheinlichkeit von aggressivem Verhalten stark erhöhen.
2011 interpretierte eine kanadische Forschergruppe die Übereinstimmungen eines Abschnitts des X-Chromosoms in Populationen außerhalb Afrikas mit jenem des Neandertalers bei gleichzeitigem Fehlen solcher Übereinstimmungen in afrikanischen Populationen als Beleg für einen Genfluss vom Neandertaler zu Homo sapiens.

## Abweichungen der Geschlechtschromosomenzahl beim Menschen
Beim Menschen sind etliche Abweichungen in der Zahl der Geschlechtschromosomen bekannt, etwa X0 (nur ein X-Chromosom) oder XXY. Da bis auf eines alle X-Chromosomen (weitgehend) inaktiviert werden, sind überzählige oder ein fehlendes X-Chromosomen eher tolerierbar als zusätzliche andere Chromosomen. Eine Übersicht entsprechender Syndrome gibt der Abschnitt Abweichungen bei der Zahl der Geschlechtschromosomen im Artikel Chromosom.
Für Allele auf einem X-Chromosom entspricht die Genotypfrequenz unter männlichen Individuen der Genfrequenz.